# Saint-Nicolas-de-Redon
Saint-Nicolas-de-Redon is een gemeente in het Franse departement Loire-Atlantique (regio Pays de la Loire). De plaats maakt deel uit van het arrondissement Châteaubriant. Saint-Nicolas-de-Redon telde op 1 januari 2022 3.304 inwoners.

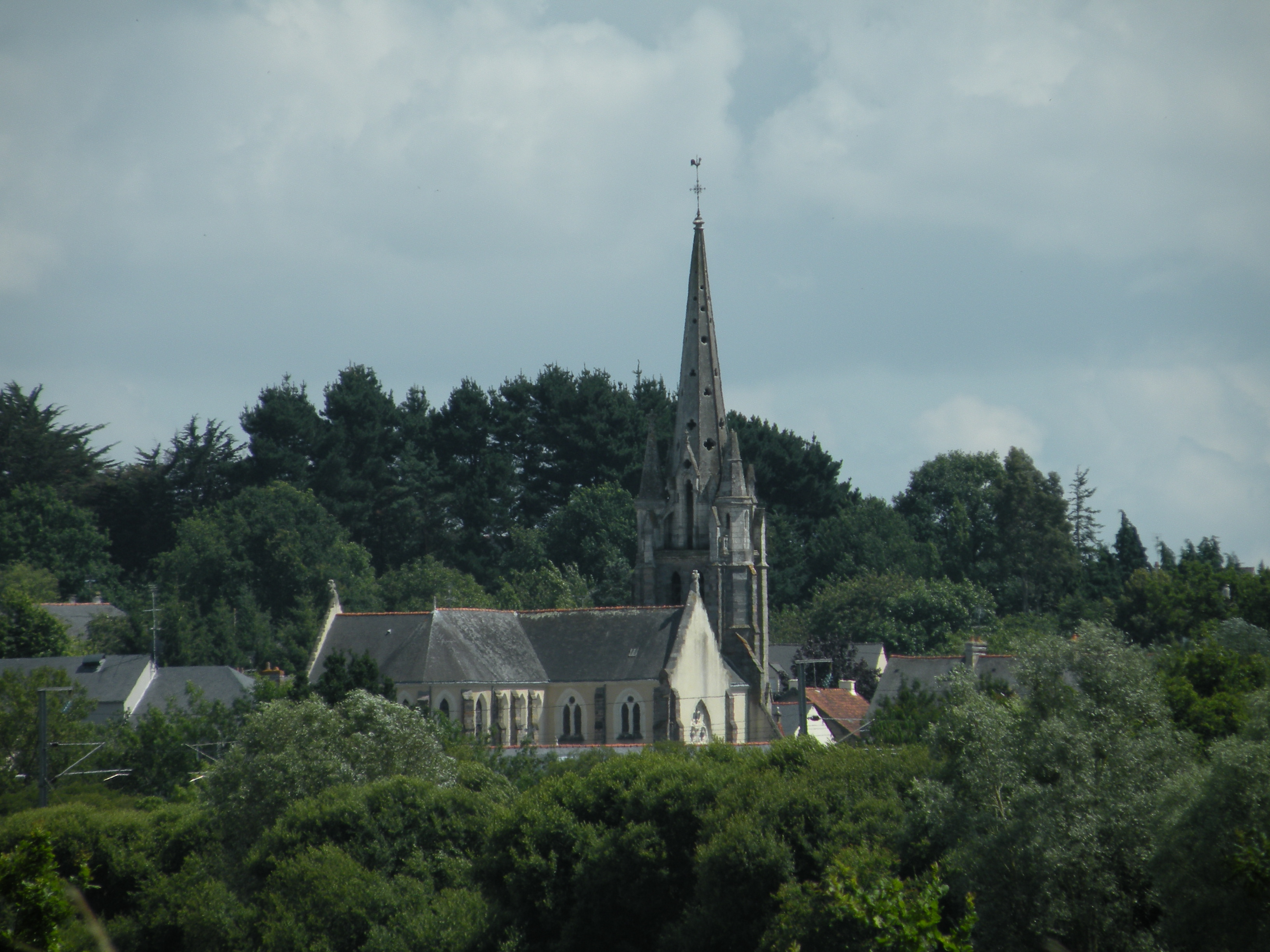
Saint-Nicolas-de-Redon
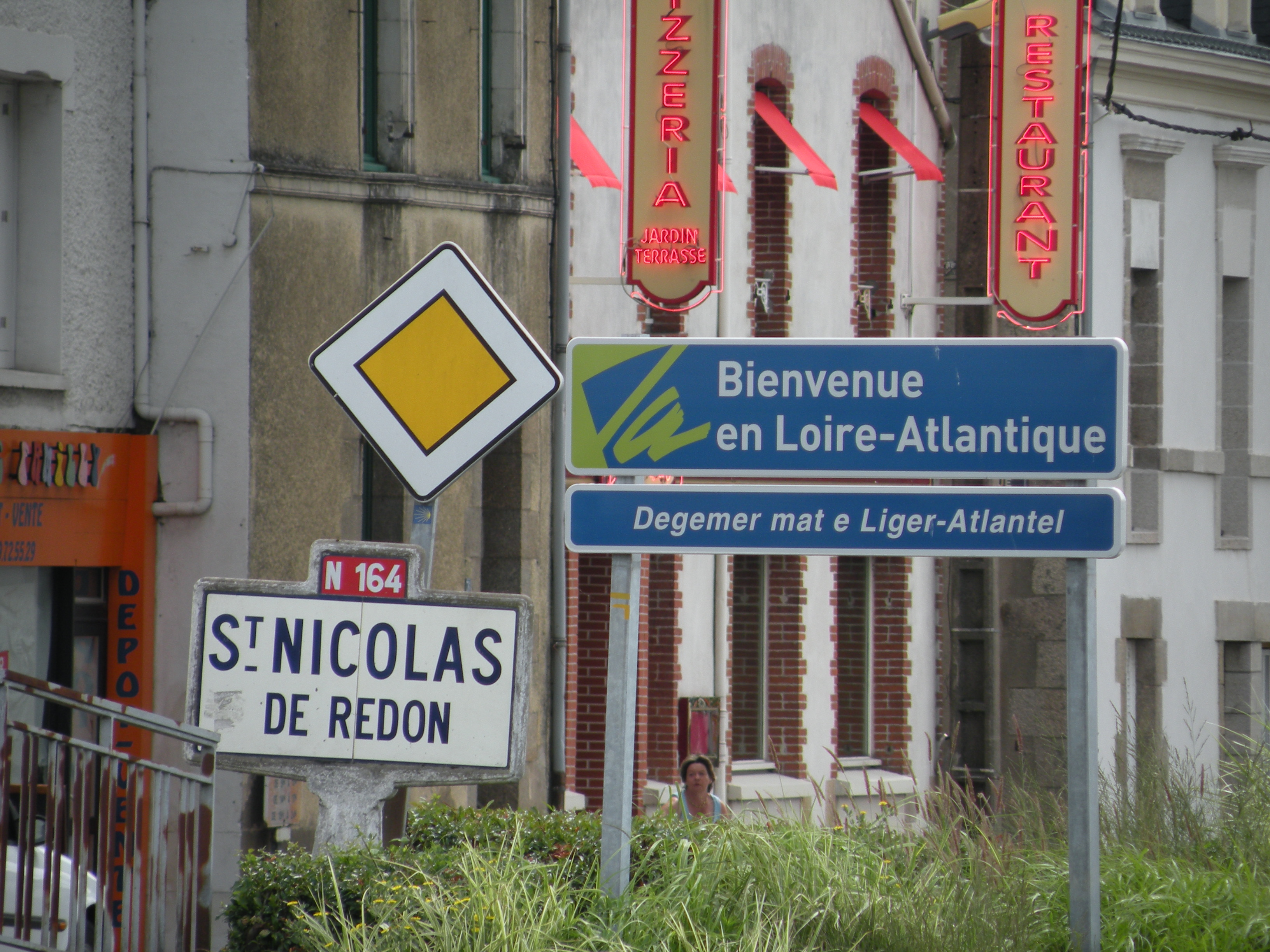

## Geografie
De oppervlakte van Saint-Nicolas-de-Redon bedroeg op 1 januari 2022 22,32 vierkante kilometer; de bevolkingsdichtheid was toen 148 inwoners per km².

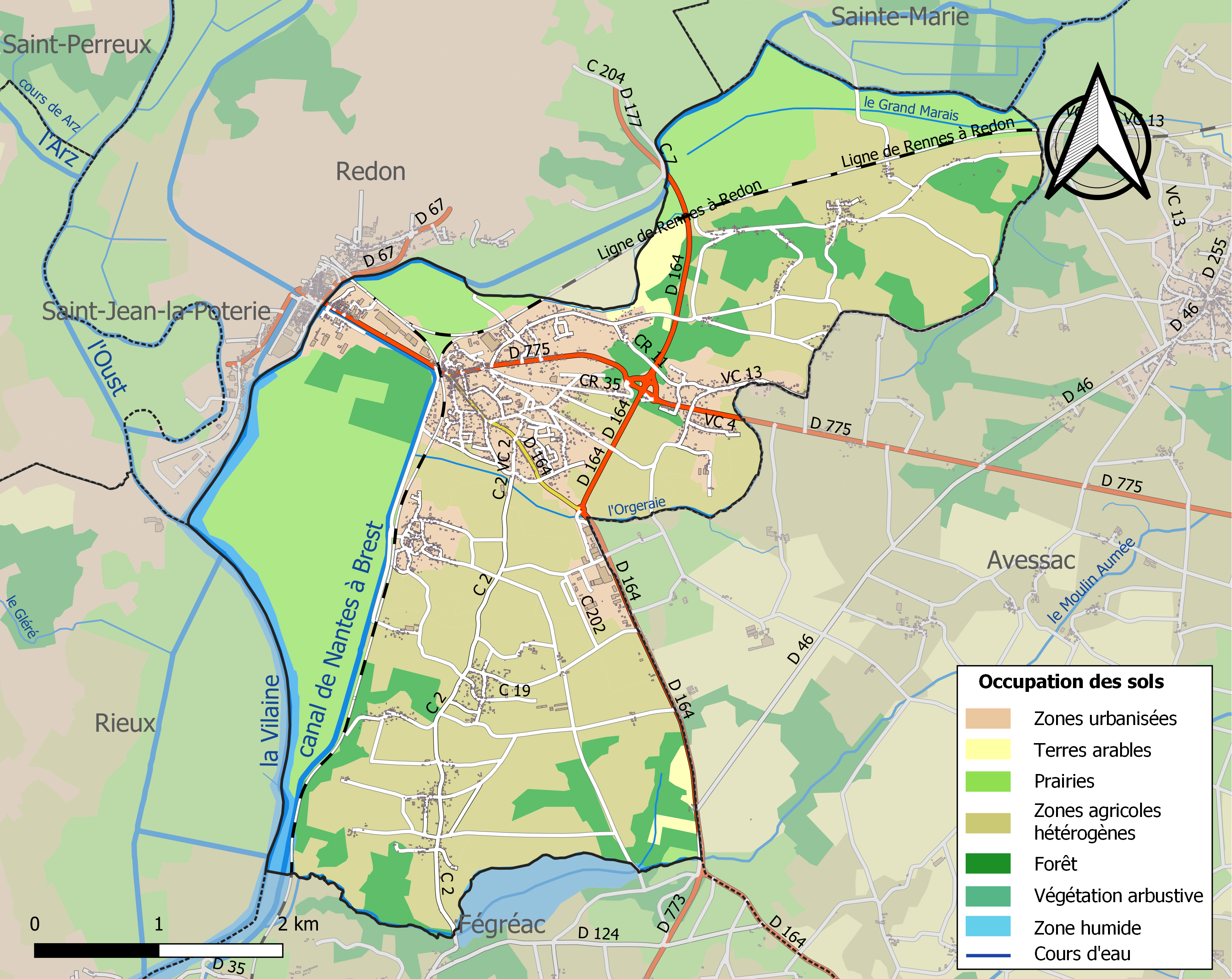
Kaart van de gemeente met de belangrijkste infrastructuur, bodemgebruik en omliggende gemeenten

## Demografie
Onderstaande figuur toont het verloop van het inwonertal (bron: INSEE-tellingen).